# 拿破仑三世
拿破崙三世（法語：Napoléon III，1808年4月20日—1873年1月9日），即夏尔·路易·拿破仑·波拿巴（法語：Charles Louis Napoléon Bonaparte），法兰西第二共和国唯一一位总统及法兰西第二帝国唯一一位皇帝，荷兰国王路德维克一世与奥坦丝·德·博阿尔内之子，亦是拿破仑一世的侄子和波拿巴家族继承人。1848年拿破仑三世当选成为法国第一位民选总统，在尝试修宪连任失败后，他于1851年发动政变夺取最高权力，并在次年，亦即拿破仑一世登基第48周年加冕为法国人的皇帝，建立法兰西第二帝国。
拿破仑三世知名于推行积极主动的外交政策，利用克里米亚战争消除欧洲协调对法国的制约，重建法国的欧陆霸权和影响力，在世界范围内建立新的法兰西殖民帝国。拿破仑三世反对各国在维也纳会议上制定的反动主义政策，支持民族主义和保守自由主义，是一位广受欢迎的君主。在近东方面，他联同英国及鄂圖曼帝國，在克里米亚战争中击败俄罗斯，重建了法国在黎凡特地区的影响力，为法国取得了马龙尼基督徒保护者的称号。同时间，拿破仑三世在罗马部署部队，防范意大利王國吞并教宗国；后来他又击败了进犯教宗国的意大利志愿军，因此赢得了国内天主教徒的支持。
在歐洲之外，拿破仑三世在印度支那和新喀里多尼亞建立了法国殖民地；他又在第二次鸦片战争和太平天国之乱中，维护了法国在华利益。不过，他在墨西哥进行的军事干涉，在美国内战中对南方邦联的支持，也在墨西哥人的反抗和美国的外交压力之下，被迫结束。
在内政方面，拿破仑三世试图在保守派和自由派之间取得平衡，不过，他一直在稳步推进改革。拿破仑三世在位期间，法国经济繁荣，产业开始现代化。他加强外资经济，同时对法国进行了大规模的基础建设，提供大量就业岗位，暂时压制了法国各阶级的矛盾；他还下令对巴黎进行大幅度改造，为现代城市塑造了轮廓。
然而因为要平衡国内的多方势力，拿破仑的政策經常摇摆不定，他出兵击灭罗马共和国，却又支持意大利民族主义者；在对待美洲问题时既有明显政治倾向，却又不敢明确支持联盟国，军队组织混乱、战力低落。由於與普魯士發生的衝突造成普法戰爭，其中的決戰色当会战法军惨败；會戰完结后两日，即1870年9月4日巴黎宣布成立国防政府，拿破仑三世被迫退位，成为法国历史上最后一位君主，法兰西第二帝国覆亡，取而代之的是法兰西第三共和国。拿破仑三世被迫流亡英国，並於1873年在英国病逝。

## 早年
路易-拿破仑的法律上的父亲是拿破仑一世的幼弟，荷兰国王路德維克一世，而他的母亲则是拿破仑一世的继女奧坦絲（奧坦絲為約瑟芬皇后和前夫所生）。因此，他是拿破仑一世的侄子，也是拿破仑一世的繼孫。路易-拿破仑父母的婚事，是由拿破仑一世的皇后，约瑟芬皇后所安排，目的是为当时膝下无儿的拿破仑生下一个继承人。有人认为，他的真正生父另有其人，所以他的继承合法性值得质疑。但是，主流意见都认为路易是路德維克與奧坦絲的儿子。这一话题被他的敌人视为热点话题，因为他的父母关系疏远，而他的母亲据传有多名情人。
路易-拿破仑的父母在拿破仑一世在位期间，成为傀儡政權荷兰王国的国王和王后。1815年，拿破仑一世兵败滑铁卢，波旁王朝复辟，波拿巴王朝的成员被迫流亡他国。路易成长于瑞士圖爾高州阿尔嫩贝格，受教于巴伐利亚奥格斯堡的一间文科中学。此后，他前往意大利，与长兄路德維克二世一起，参与当地的自由主义运动，和烧炭党有了牵连。教宗国和奥地利的部队随后镇压了革命。路德維克二世在逃离意大利的途中因痲疹病逝。路易-拿破仑在这段时间里的经历，对他日后的外交政策有深远影响。他只身回到法国后，很快被捕，遣返英国。
在此期间，波旁王朝再次倒台，取而代之的是奧爾良王朝（七月王朝）。各地开始出现波拿巴主義运动，希望能将波拿巴王朝的成员捧上王位。依照拿破仑一世在位时制定的帝位继承顺序，继承他的应该是他的独子弗朗茨。波拿巴主義者称弗朗茨为拿破仑二世。弗朗茨在父亲兵败后，一直被软禁在维也纳。在继承顺序中排列第三的是拿破仑的长兄约瑟夫，排列第四的是路德維克一世及其儿子。约瑟夫膝下无子，而路易-拿破仑的长兄路德維克二世和堂弟弗朗茨，则分别在1831年和1832年去世，再加上他的伯父和父亲，在當時都已经年过半百。所以，他成为了波拿巴王朝的下一代继承人和波拿巴主义者的领导人。

## 政变未遂

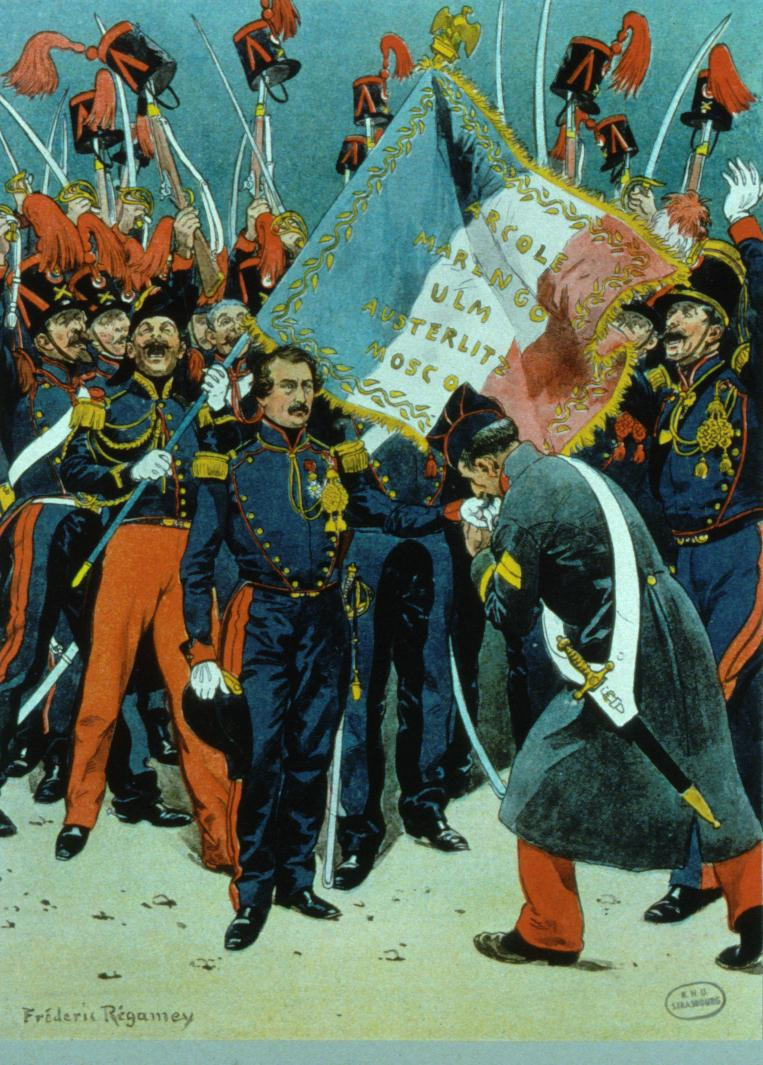
路易-拿破仑在1836年发动的政变

路易-菲利普一世登基后，遭到波旁王朝的正统主义者、支持波拿巴王朝（拿破崙家族）的波拿巴主义者，甚至是一些独立人士的反对。1836年10月，路易-拿破仑回到法国，企图效仿出逃厄尔巴岛的伯父拿破仑一世，发动政变推翻法蘭西王國的奧爾良王朝。他计划煽动斯特拉斯堡的驻军，然而驻军不但没有投靠路易-拿破仑，还逮捕了他，他的母亲随即向時任國王路易-菲利普一世写信求情。路易-菲利普一世本人也不希望公审路易-拿破仑，所以要求政府流放他；法国政府按照国王的要求，将他流放到国外。
此后，路易-拿破仑先去了美国，然后去了英国，最后才因为母亲病危回到瑞士。母亲病逝后，他通过同谋，在法国出版了10,000本题为《1836年10月30日所发生的事件记载》的小册子。路易-菲利普一世因此要求瑞士把他引渡回法国受审；瑞士以路易-拿破仑是自己的公民和武装部队成员为由，拒绝了路易-菲利普一世的要求，令两国关系急速恶化。法国政府开始在汝拉省集结部队，人数达到25,000人；路易-拿破仑为免两国爆发战争，自己离开瑞士。
此后，他在英格兰沃里克郡皇家利明頓温泉克拉伦登广场（Clarendon Square）住了一年时间。1840年8月，路易-拿破仑和50个雇佣兵一起，在滨海布洛涅秘密上岸，准备乘坐火车抵达里尔，像上次政变那样煽动当地驻军。抵达当地后，国家宪兵认出了他，双方开始交火。最后，路易-拿破仑中弹受伤，再次被捕，被判终身监禁，囚禁在位于索姆省的堡垒之中。
监禁期间，他的视力开始下降。路易-拿破仑出版了在此期间写的散文和小册子，题为《消灭贫穷》，在书中声称自己要成为进步主义的皇帝，推行温和的社会主义经济政策，又将自己的思想体系定义为波拿巴主义。1844年，路易-拿破仑的伯父约瑟夫在意大利佛罗伦萨逝世。1846年5月，他乔装打扮成石匠，逃出堡垒，因此路易-拿破仑的政敌后来以石匠的名字戏称他为“巴当盖”；他最终回到了英国紹斯波特。一个月后，路易-拿破仑的父亲也逝世了，他因此成为波拿巴家族的绝对继承人。

## 返回法国
1848年，法国爆发二月革命，國王路易-菲利普一世的七月王朝倒台，被法兰西第二共和国取代，路易-拿破仑亦因此得以回国。回到法國后，临时政府却以莫須有的理由將其遞解出境，路易-拿破仑唯有再次回到英国。其間他自愿参与了特别警察部队，镇压宪章运动。同时间，拉马丁在法国提出了一个法案，旨在永久禁止昔日王室成员回到法国，但最终被议会否决。同年四月，路易-拿破仑再次回國並獲選為巴黎市議員。他没有政务上面投入多少精力，也沒有给同僚留下深刻印象。路易-拿破仑大半生都在国外生活，讲法文带有德国口音。同年六月，巴黎爆發了工人起義，遭到临时政府軍血腥镇压。时任臨時政府元首、七月王朝軍官出身的卡芬雅克的形象因此嚴重受损，为其於行憲後大選慘敗予路易-拿破仑埋下伏線。

## 出任总统

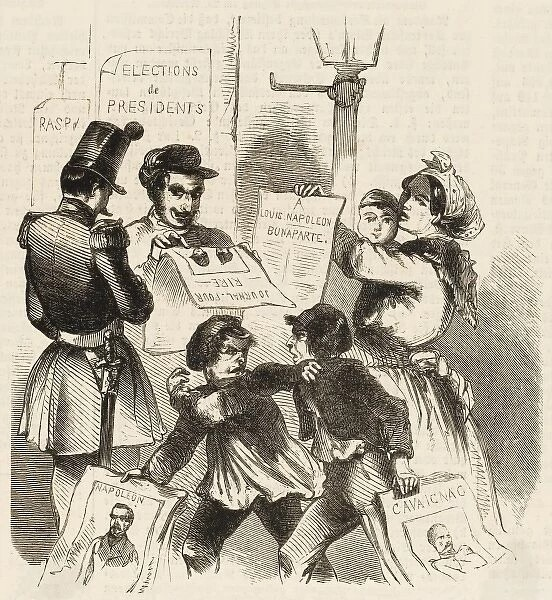
支持不同候选人的男童在街上打斗

宪法出爐後，总统选举随即在1848年12月10日展开；路易-拿破仑意外地取得了压倒性优势，以560萬票击败了150萬票的卡芬雅克。他以重建秩序，创建强力政府，建立社会保障，整理整个社会，重建国家荣誉为宣传焦点。
波旁王朝遗老、奥尔良王朝成员和旧贵族等君主主义者都支持路易-拿破仑，因为他是“比较不差的”候选人，认为他会重建秩序，稳定动荡不安的国家，阻止共产主义者夺权。部分资本家受到他的进步主义经济主张所吸引，也和前者一样支持他。不过，其支持者主要来自法国人数最多的阶层：农民阶层，他們认为他可以和他的伯父拿破仑一世一样，重振法国的声威，稳定动荡不安的局势。路易-拿破仑在担任总统期间，自称为“亲王总统”。
路易-拿破仑虽然当选了总统，但是，他上任后要面对由君主主义者所操控的议会，这群人视他的管治时期为过渡到复辟时期的桥梁。他上任第一年，施政小心谨慎，任命中间偏右的秩序党成员为官员，避免和保守派占据的议会发生冲突。路易-拿破仑通过支持教宗重建世俗管治，来拉拢天主教派成员，同时他又通过推动教宗进行自由主义改革，来拉拢世俗派；1851年，路易-拿破仑又通过了法卢法，重建天主教会在教育制度当中的影响力。
路易-拿破仑游说议会修改宪法，允许他连任总统，声称四年时间不足以让他完成政治和经济改革，由君主主义者所掌控的议会拒绝了这一要求。
1850年，议会通过了新的选举法，限制普选权，也缩短总统任期，由四年改为三年；很多低下阶层因此被禠奪了投票资格。路易-拿破仑抓住机会，利用低下阶层来消灭政敌，他拉拢亲信，争取军队支持，巡游全国发表演说谴责议会，并声称自己是普选权的保护者。
经过一个月的准备工作后，路易-拿破仑运用情妇霍华德资金，在拿破仑一世登基47周年，亦即1851年12月2日发动了政变；他之前的支持者雨果对他大感失望，决定流亡海外，不断发表批评他的言论。路易-拿破仑为了稳固自己的地位，在1852年1月22日没收了奥尔良王朝成员的所有财产。

## 登基称帝

### 独裁帝国时期

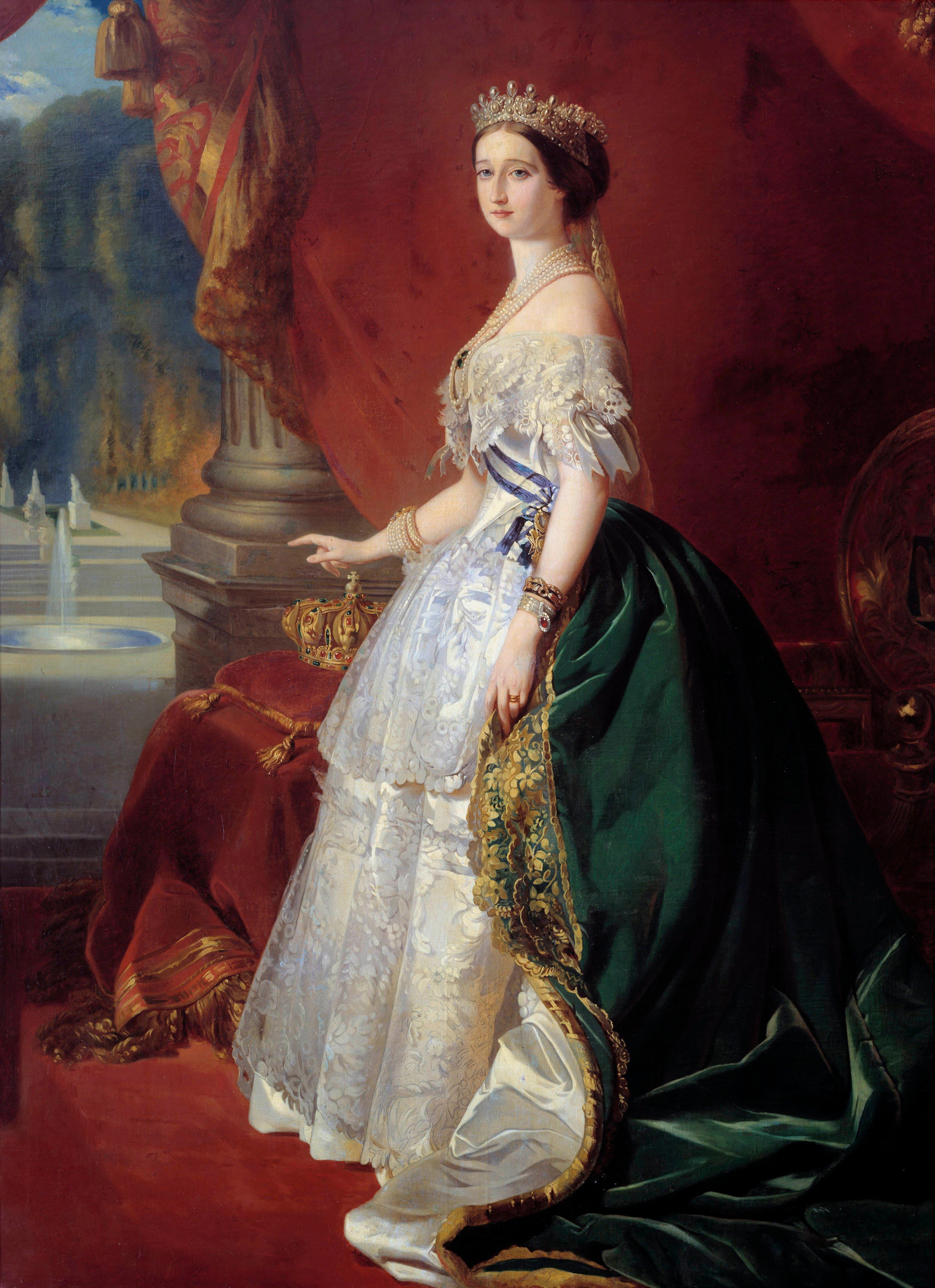
欧仁妮皇后，由温德尔哈尔特绘于1853年

政变后，新宪法出爐，在表面上保留了民选议会，重建了普选权。同时间，议会扩大了总统的权力，延长了总统的任期。同月20日至21日期间，全国举行了一次公投，结果显示92%的投票者都支持新宪法。议会很快就变成了“橡皮图章”，形同虚设，实权完全由路易-拿破仑所掌握。
新宪法通过后不久，路易-拿破仑就准备称帝。为了取得合法性，参议院在次年，也就是1852年的11月20日至21日，在全国举行了另一次公投。结果，97%的人都支持路易-拿破仑称帝。于是，他就在政变一周年纪念日、拿破仑一世登基第48周年纪念日称帝。他在有名无实的拿破仑二世之后，建尊号为拿破仑三世。同年，他开始将政治犯和罪犯运往各种流放地，如魔鬼岛或新喀里多尼亞。
拿破仑三世登基后，就开始物色妻子，以为他诞下合法子嗣。欧洲大部分王室都不愿意和又一次暴发戶的波拿巴家族联婚。他曾经试探瑞典的卡羅拉郡主和霍恩洛厄-朗根堡的阿德海德，但是，遭到了对方的断然拒绝。拿破仑唯有降低要求，最后选了有苏格兰血统的西班牙女贵族歐仁妮为妻。几年后，歐仁妮就为他诞下了皇太子拿破仑·歐仁（后被波拿巴主义者称为“拿破崙四世”）。
拿破仑三世的反对者在1855年4月和1858年1月两次刺杀他，都未获成功。
拿破仑三世在1860年之前，都在实行独裁统治，他利用审查制度来阻止反对自己声音蔓延，操纵各地选举，剥夺议会实权。

### 自由帝国时期

#### 扩大立法机构权力
1860年之后，拿破仑三世开始对反对派让步。他允许议会自由举行辩论，出版会议记录，放宽审查制度，更在1869年任命自由派成员奧利維耶为首相。历史学家称这段时期为“自由帝国”时期。拿破仑三世作出让步的原因是，他的人气开始下降。而他人气下降的原因是，他不但对意大利发动了战争，而且和英国签署了商业条约。他想重振议会，扶植一个政党，并通过这个政党，间接地进行管治。两大政治阵型都视之为扩大权力的良机。拿破仑三世进行大规模工程，推行野心勃勃的外交政策，令法国政府迅速负上巨额债务。政府赤字高达1000萬法郎，负债接近10億法郎。拿破仑三世虽然掌有财政实权，但却没有能力处理财政事务。他要重振商界信心，将部分责任交给议会。拿破仑因此放弃了议会休会期间自由举债的权力，同意预算案应该逐项投票表决。不过，他保留了逐项逐项修改预算案的权力，以免财政大权完全落入议员掌中。此举激怒了不少议员。各种各样的反对派组成了一个政治联盟，成员包括不满教宗政策的天主教徒、正统主义者、奥尔良主义者、保护主义者和部分共和主义者。外交政策遭到失败进一步破坏了拿破仑三世的地位。

#### 社会及经济政策

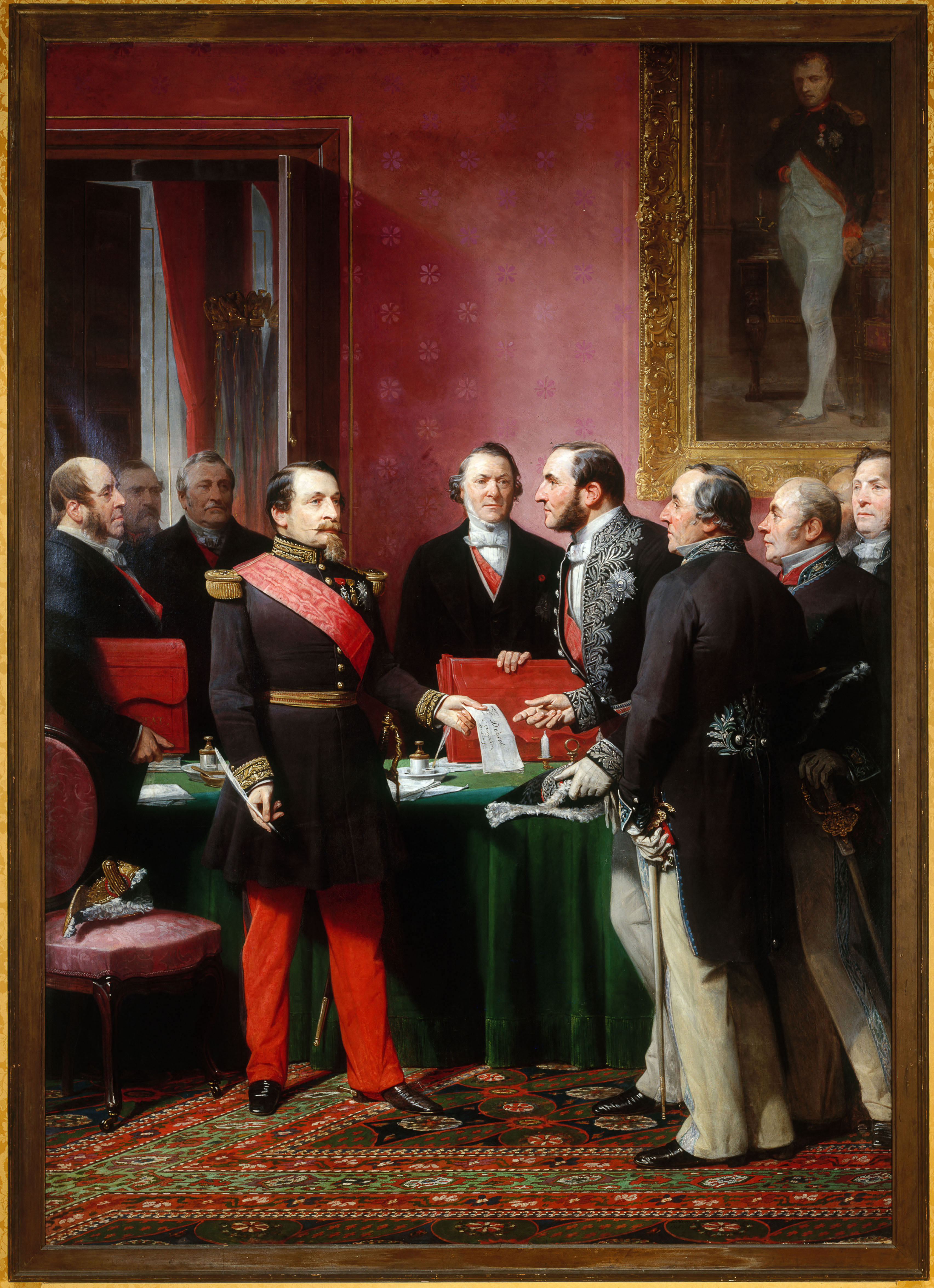
拿破仑三世将合并巴黎多个社区的法令交给奥斯曼，由伊冯绘于1865年

拿破仑三世希望他能留下一个开明社会工程师的形象，在他在位期间，法国产业迅速现代化。法国在这一时期所进行的工业化发展，对商人和劳工来说都是相当有吸引力的。工程人员依照男爵的计划，改造巴黎，拆除貧民窟，拓宽道路。劳动工人迁居市郊，在当地工厂出售劳动力。信仰圣西门主义的人是拿破仑的主要支持者之一，他们称拿破仑三世为“社会主义皇帝”。圣西门主义者当时设立了一种新式储蓄机构，信贷动产，向公众出售股份，并将得来的资金用于产业投资之上，引发了经济快速发展。
第二帝国时期，是法国第一个将“经济目标清楚地摆在第一位”的时期。拿破仑三世促进自由贸易，降低贷款利息，进行基础建设，以确保国内经济繁荣发展。他和奥斯曼男爵、佩尔西尼公爵一样，认为赤字所造成的的负面影响，将会被后来所产生的效益抵消。拿破仑三世致力于打破贸易壁垒，这在法国历史上是少有的。
上述政策为产业发展创造了良好环境。加利福尼亚和澳大利亚的淘金热增加了欧洲的货币供应。波旁王朝复辟时期大量出生的人开始成年促进了第二帝国的早期经济。货币供应增加，物价稳定上升，吸引了公司进行资本投资。全国铁路长度在19世纪50年代，由3,000公里延长到16,000公里，提高了矿井和工厂的生产效率。55条小型铁路合并为六条大型铁路。在海上运输方面，新式铁制蒸汽船取代了传统的木制帆船。苏伊士运河也在雷赛布的主持之下，由国际苏伊士运河公司建成，开始了全球航运贸易的新篇章。

#### 阿尔及利亚
19世纪30年代，阿尔及利亚开始接受法国統治。拿破仑三世和之前的政府首脑相比，对阿尔及利亚土著更加有同情心。他遏制了欧洲人迁往内陆的浪潮，将他们的居住区域，限定在海岸地带之内。拿破仑三世又释放了当地叛军的首领卡迪爾，并且向他每年发放一笔150,000法郎的养老金。他准许穆斯林教徒以理论上平等的地位参军，加入政府机构，移民法国。穆斯林教徒甚至可以拥有公民权，不过这样做要遵守《法国民法典》，不承认伊斯兰教法法庭。一些愤怒的穆斯林教徒将他的做法解读为，取得公民权，需要放弃信仰。
拿破仑三世最有影响力的阿尔及利亚政策是改变土地产权制度。这一做法表面是出于好意，但实际上破坏了当地传统的土地管理制度，夺走了很多土著的土地。他放弃了国家对部落土地的产权，支持政府在三代人之内，将部落产权拆解为个人产权。大部分被划为公共产权的土地，都被移民占用，而当地的法国官员又倾向于这些移民，这破坏了拿破仑的政策。法国官员任命部落首领，最重视的是亲法程度，而不是影响力。不少部落首领上任后立即出售了部落的土地。

### 外交政策
拿破仑三世在1852年，于波尔多发表的演说中声称“帝国，意味着和平”，表明法国不会为了扩张领土而进攻他国，释除了他国的疑慮。不过，他也表示决心推行强硬的外交政策，为法国带来力量和荣誉；同时他还对其他列强发出警告，声称不会容忍他们威胁法国的鄰国。
拿破仑三世也是“民族主义政策”的推动者，希望自己协助其他地区的民族主义者，合并小国，建立一个个统一的民族国家；不过，他这样做並没有考虑到法国的利益。在这一点上，他受到伯父拿破仑一世的影响；在《圣赫勒拿回忆录》当中，拿破仑一世就表达过建立统一的意大利，和歐洲整合的愿望。上述因素令拿破仑三世采取了风险极高的外交策略，不过当中仍然有一些務實的成份。

#### 英法关系
拿破仑三世在位期间，英法关系并不紧密；在1846年至1865年间，先后担任过外务大臣和首相的巴麥尊勋爵力图维持欧洲均势，因此英国甚少与法国合作。1859年，英国曾担心法国入侵英国。巴麥尊勋爵没有在美国内战当中支持采取攻击姿态的拿破仑三世。

#### 克里米亚战争
拿破仑三世挑战俄国在巴尔干半岛的影响力，最终令两国之间爆发战争。他在战争当中和英国联手作战；法国在欧洲的地位於战后得到提高。克里米亚战争是继拿破仑战争之后，列强之间爆发的首场战争，标志着维持和平的联盟制度在半个世纪后开始瓦解；这场战争也结束了欧洲协调和四国同盟。1856年巴黎和会召开的时候，法国在外交方面达到了高峰；战争的结果，令拿破仑三世等人更加支持欧洲各地的民族主义者，以重新划分欧洲的版图。

#### 亚洲

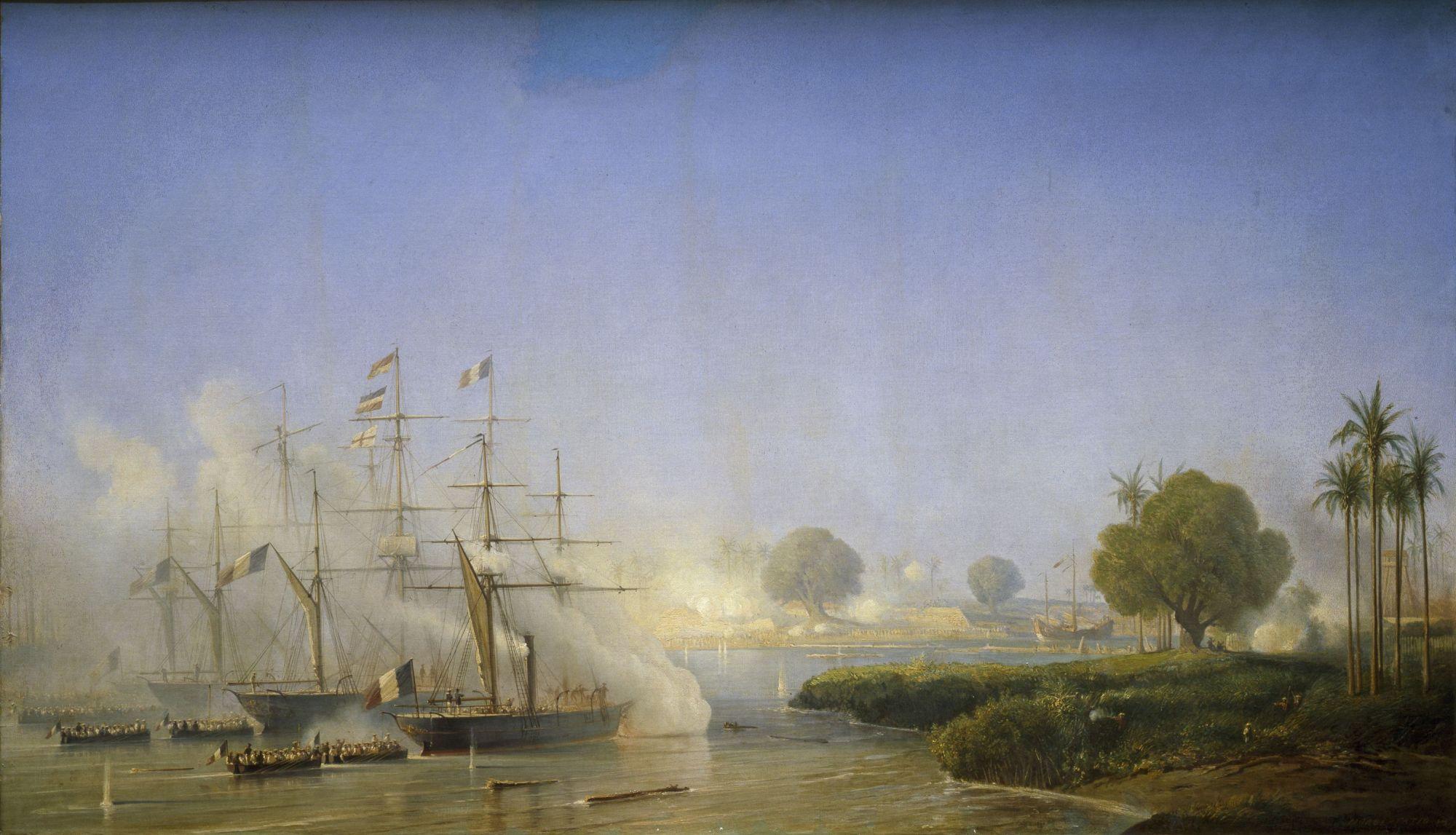
熱諾伊利率军攻占西贡，由毛莱尔-法蒂奥所绘

1857年，拿破仑三世在英国和波斯之间进行调停工作，促使双方在3月签署巴黎和约。
在东南亚方面，拿破仑三世向建立印度支那殖民地迈出了第一步；1858年，他批准熱諾伊利率领舰队远征大越（越南），目的是为受到迫害的法国传教士作出报复，以及迫使当地政府接受法国影响。拿破仑三世认为，法国如果不在东亚建立影响力，最终就会沦为二流国家；而且法国人肩负着传播文明的使命。
1861年，法军全面进攻安南。1862年战争结束，大越被迫将三个南部省份（邊和省、嘉定省和定祥省）割让给法国，法国人称这一地区为交趾支那；大越同时开放三个通商口岸，允许法国战舰自由出入柬埔寨水域，给予法国传教士行动自由，并且赔偿法国军费。但是，法国并没有介入大越东京爆发的越南裔基督教徒起义，任由当地政府镇压起义者，导致上千名基督徒被人杀害，引起了传教士的不满。
在中国方面，法国在第二次鸦片战争当中，与英国联手进军北京，火烧圆明园。中国被迫在贸易权利方面，作出更多让步，同时准许西方船隻驶入长江、给予基督徒平等地位、向英法交出巨额赔款。法国介入越南事务，为法国提供了对华施加影响力的平台；华南最终成为法国的势力范围。
1866年，朝鲜興宣大院君李昰應殺害多名法國傳教士。为了惩罚朝鲜，驻华法国外交官，在未经巴黎批准的情况下，派出海军武装介入当地事务，却遭到了失败，结果法国的影响力在当地下降。
1867年，法国向日本江戶幕府派出军事代表团，以协助幕府推行军事改革。

#### 意大利
拿破仑三世担任总统时，曾派出军队远征罗马，推翻罗马共和国，恢复教宗管治。此举为他赢得了天主教徒的支持。然而，国会却认为他的行动违反了宪法第五章，准备弹劾拿破仑三世。天主教徒虽然支持他介入意大利事务，但是却不支持他本人，他们一直希望有朝一日“正统”的波旁王朝能够重登王位，所以也借机削弱他的政治地位；对拿破仑而言十分幸运的是，弹劾案最终未能通过。
拿破仑三世一面满足国内反动势力，一面支持意大利民族主义势力。他派出使节与马志尼进行谈判。“未来皇帝在一开始，就面对重重困难；他不想冒犯法国的天主教徒”但又支持“意大利的革命党人-这是两个相互矛盾的目标”。拿破仑三世支持意大利民族主义者的现实原因是，他想迫使奥地利交出伦巴第和威尼斯；他反感奥地利，奥地利在他眼中代表着反动主义、正统主义，是欧洲民族自决的障碍。拿破仑三世支持意大利民族主义者，既满足了自己，也满足了国内的自由派和左派；但是，他又同時支持教宗，以维持保守派和天主教徒对自己的支持。由此可見，他的意大利政策矛盾重重。
1859年4月，拿破仑三世和撒丁-皮埃蒙特王國首相加富尔伯爵达成秘密协定：法国以得到萨伏伊和尼斯为条件，帮助撒丁-皮埃蒙特将奥地利势力逐出亚平宁半岛，统一意大利。同年，他向奥地利发动战争，在马真塔战役和索尔弗利诺战役中击败了奥军，结果，奥地利向撒丁-皮埃蒙特王国割让伦巴第地区。就在此时，拿破仑三世决定不再介入意大利事务；此举为时已晚，不能阻挡意大利统一的步伐。他帮助撒丁-皮埃蒙特王国的举动，令国内的天主教徒开始反对他；拿破仑三世企图通过驻兵罗马来纠正这一错误，但这一错误已经无法挽回，他此后也不再推行倾向于天主教會的政策，他甚至在1863年，任命杜爾偉为教育部长，世俗化教育制度。法国驻军在普法战争爆发时，撤离罗马。

#### 美洲计划
拿破仑制定了一个美洲计划，计划的重点有三个，第一是承认美國內戰中的美利坚联盟国，并且与之结盟。第二是介入拉丁美洲事务，在当地建立君主制国家，并且增加与拉丁美洲的贸易来往。第三是控制墨西哥，建立以马西米连诺一世为首的墨西哥帝国，当作拉丁美洲和联盟国之间的緩衝國。

##### 墨西哥

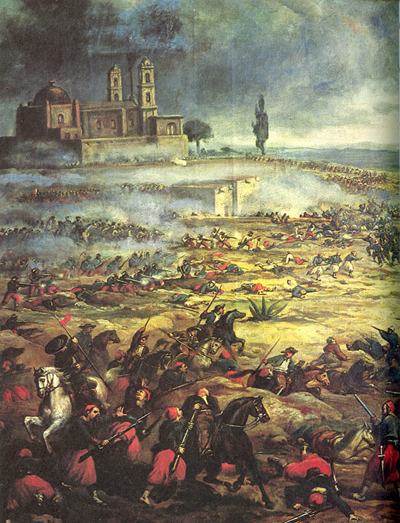
墨西哥骑兵在普埃布拉战役当中冲锋，由曼宁绘于2006年

法国军事介入墨西哥是拿破仑三世推行冒险主义外交政策的例子之一，他以墨西哥欠下外交债务为由，介入墨西哥事务，企图在北美建立一个君主制国家，並得到反对世俗主義的墨西哥保守派支持。以门罗主义为宗旨的美国，因为身陷内战，无力理会外务；拿破仑三世希望联盟国最终能够胜出内战，并且认为得胜的联盟国会接受墨西哥新政府。
实现这一计划，障碍重重；1862年5月5日，法国军队在普埃布拉战役，被武器落后的墨西哥军队击败，这是法军在滑铁卢战役以后第一次战败。全世界为之震惊，鼓舞了墨西哥人继续作战；在往后五年里，墨西哥人一直在进行游击战。
1863年，拿破仑三世在墨西哥保守派的支持下，将来自哈布斯堡家族的馬西米連諾一世扶上皇位，墨西哥共和派在法国军队的进攻之下，被迫撤出城市，在乡间继续进行抵抗活动。
1865年，美国内战结束，联邦取胜；美国政府作出实际行动，支持反抗军，除了向他们提供武器之外，美国政府还派遣战舰到墨西哥海域设立封锁线，以防法国驻军得到支援。持续不断的游击战对法军造成的损失不断扩大；美国威胁法国，要求法国撤兵，否则军事介入墨西哥，拿破仑三世因此在1866年撤兵。

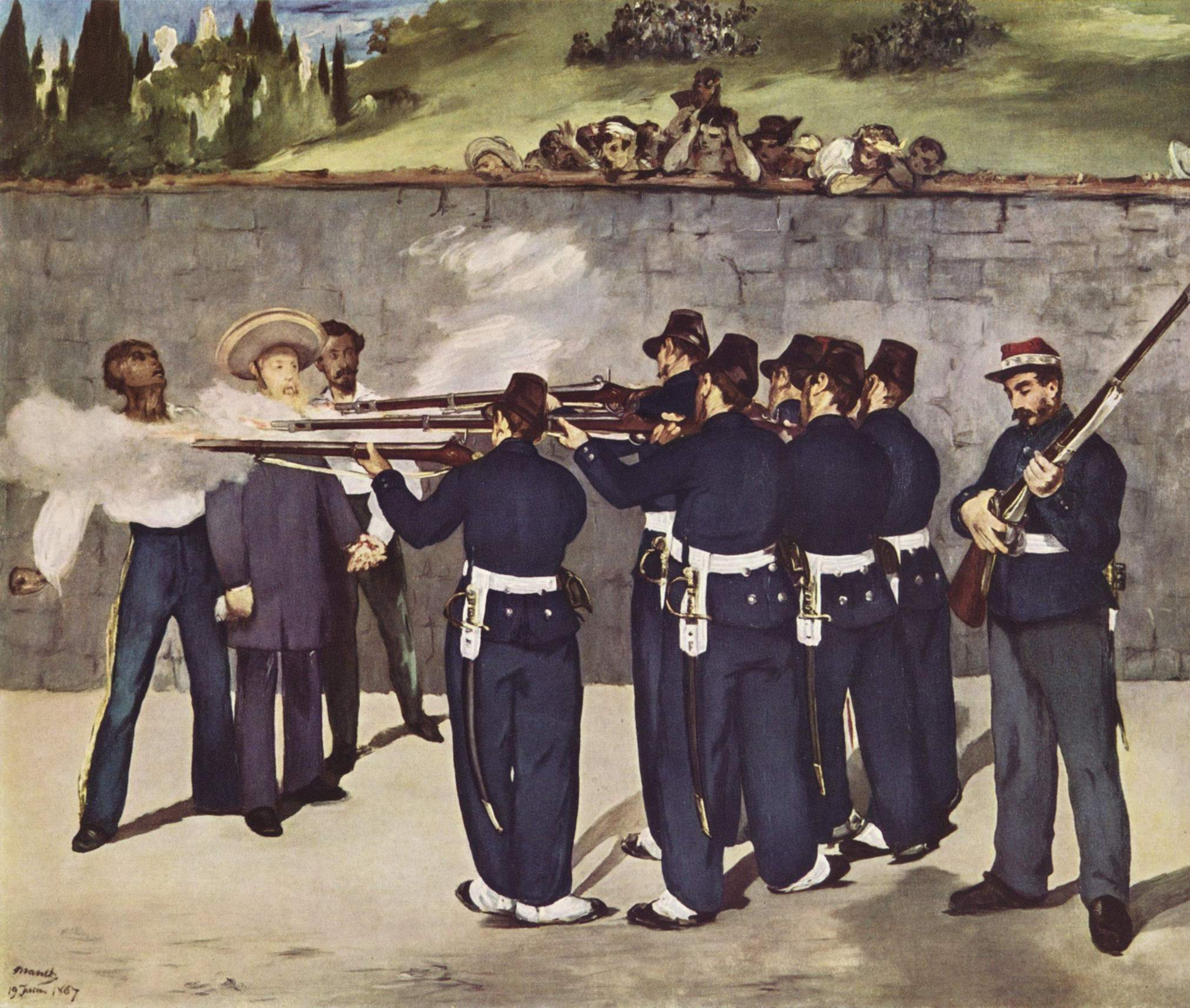
馬奈的畫作《槍決皇帝馬克西米連》

共和派在次年就推翻了马西米连诺一世，并且在同年6月19日处决了皇帝；在此之前，拿破仑三世曾劝吁马西米连诺一世，请求他离开墨西哥，但遭到后者拒绝。军事介入失败，马西米连诺一世遇害，令拿破仑三世蒙羞，遭到全欧洲批评。不过，书信显示，比利时国王利奥波德一世和拿破仑三世早就警告过马西米连诺一世，不要依赖欧洲的势力。欧仁妮皇后也因为插手朝政的原因，被人批评。
拿破仑三世国王和欧仁妮皇后在杜伊勒里宫会见了墨西哥皇后比利时的夏洛特。夏洛特请求拿破仑提供支援，遭到拒绝；她随后患上了精神病。

##### 美国
19世纪60年代初，拿破仑三世的计划已经基本实现，兵败滑铁卢的耻辱已经消除，法国再度成为欧洲大陆的军事强权。
拿破仑三世在美国内战初期支持美利坚联盟国，联邦警告他，如果承认联盟国，联邦就向他宣战；拿破仑三世没有因此而让步，相反，他继续慢慢倾向联盟，因为联邦对联盟国的封锁，已经重创了法国的纺织业。1862年，拿破仑三世私下会见联盟的外交官员，令后者有了希望；然而，他却不敢在没有英国的支持下，独自承认联盟。联盟官员最终意识到外国不可能介入内战；1863年，联盟以英法使节劝吁其国民不要入伍为由，驱逐了英法使节。

#### 普鲁士
对拿破仑三世来说，更加危险的威胁迫在眉睫。法国在欧洲大陆的地位，在普魯士於普奥战争中大胜奥地利之后开始动摇。他年轻时加入过烧炭党，之前又帮助过萨丁尼亚王国，所以不能在战争中和奥地利结盟，结果，普鲁士成为了法国最大的威胁。他在普奥战争爆发之前，向德国总理俾斯麦承诺会保持中立的原因是，他以为会有人调停战争，又或者是奥地利会胜出。拿破仑三世也没有借机要求普鲁士接受法国扩张领土，只要求普鲁士在战后接受法国吞并比利时和卢森堡；法国一无所获，普鲁士却不断壮大。部分历史学家认为，拿破仑三世此时的健康状况较差，因此无法作出决策。
1867年，拿破仑三世企图通过购买卢森堡来改正错误，普鲁士随即以武力威胁法国放弃计划。卢森堡危机最终以法国签署伦敦条约，放弃卢森堡主权结束。

## 普法战争

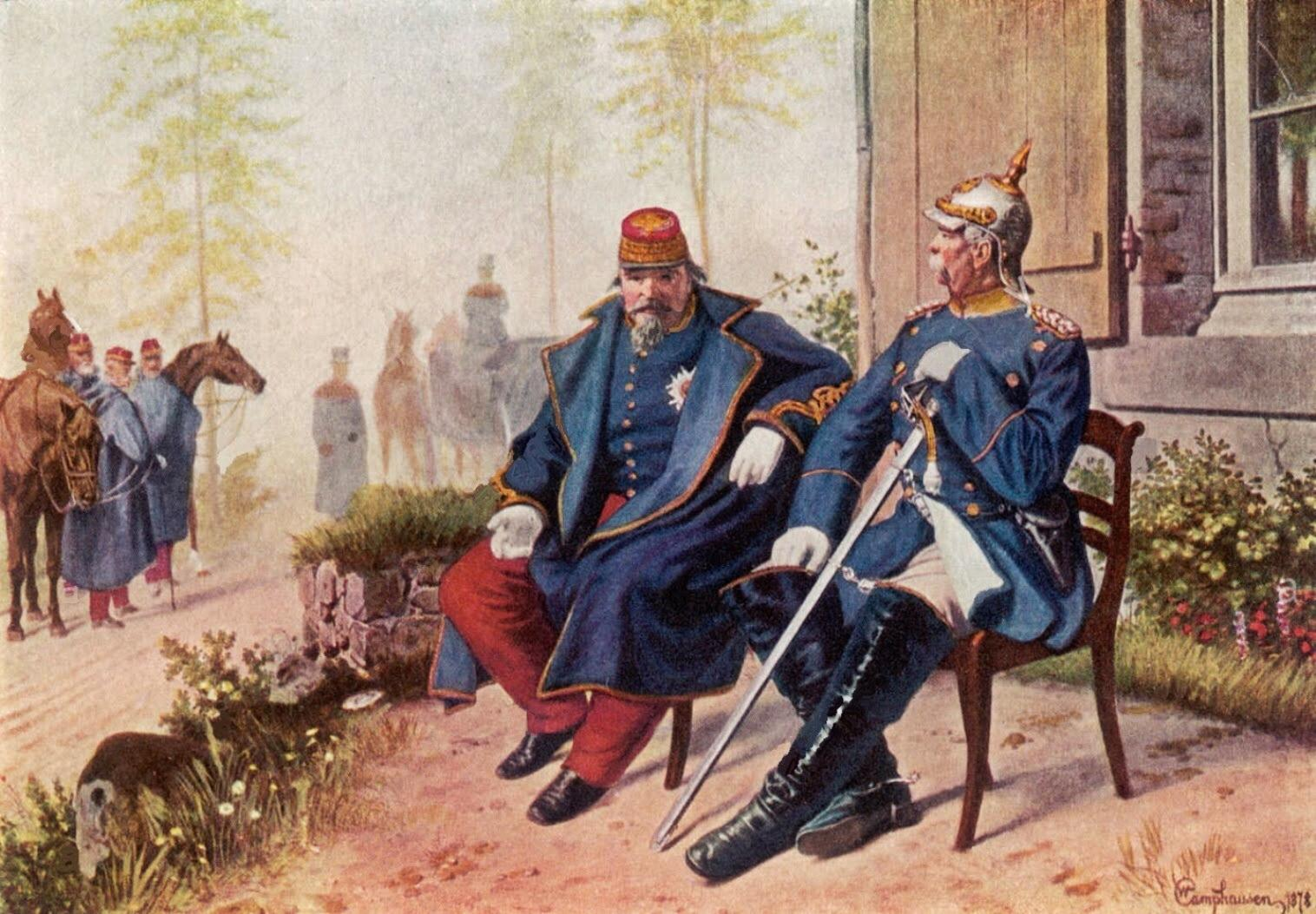
拿破仑被俘后会见俾斯麦

外交战略的失误，最终使拿破仑付出代价。1870年，普鲁士国王威廉一世的堂兄利奧波德有意獲取西班牙國王寶座。拿破仑三世不想腹背受敌，要求利奥波德打消念头；威廉一世见局势紧张，便公开表示，不再支持堂兄为王。拿破仑三世随后要求霍亨索伦王朝首长威廉一世保证，不会有其他霍亨索伦家族的成员登上西班牙王位，其无礼态度，令威廉一世惊讶。威廉一世在会见法国大使后，写了一篇内容宛转的电报，拒绝了拿破仑三世的要求；但是，俾斯麦为了激怒拿破仑三世，修改了电报的措辞，令法国舆论哗然，普法战争因此爆发。
拿破仑三世和法军將領們在开战之时，都有大获全胜的信心。拿破仑三世犯下了一个至关重要的错误，那就是将组织混乱的军队指挥权掌握在自己手中，他既没有指挥大规模军事行动的经验，精神也经常出现问题。他不听建议，结果法军在多场重要战役中战败，而装备精良、训练有素的普军則长驱直入；拿破仑三世不肯回到巴黎，也不肯交出兵权。
1870年9月2日，拿破仑三世在色当会战中被普军俘虏；两日后，法軍战败的消息传到巴黎，9月4日共和主義者成立了國防政府，即後來的法蘭西第三共和國。9月7日，在巴黎皇宮本來為出征的拿破崙三世攝政的歐仁妮皇后出逃英國，第二帝国覆亡。
战争为法国带来了灾难，却为德意志地区带来了一个统一的德意志帝国。德意志帝国成立后，迅速取代法国陆上强权的地位。

## 晚年
被俘六个月后，拿破仑三世获准和妻儿一起流亡到英国。他在奇斯爾赫斯特卡姆登宫渡过余生。1873年1月9日，拿破仑三世在治疗膀胱结石时逝世。他一直感到内疚、痛苦，备受困扰。拿破仑在弥留之际，对身边的医生说：“你当时在色当吗？”
拿破仑三世起初葬于当地的天主教教堂圣玛丽。当他的独子战死后，欧仁妮决定要修建一座修道院。隱修士全部来自刚刚通过反神职人员法的法国。拿破仑三世的妻儿都葬于這個修道院。游客参观這個修院时，可以见到三人的棺木。2007年，法国政府准备将拿破仑三世的棺木运返法国，但计划最终因为隱修士的反对，而未能实现。1975年，皇家文藝學會在他位于伦敦圣詹姆斯国王街的旧居，装上了蓝色牌匾。

## 私人生活

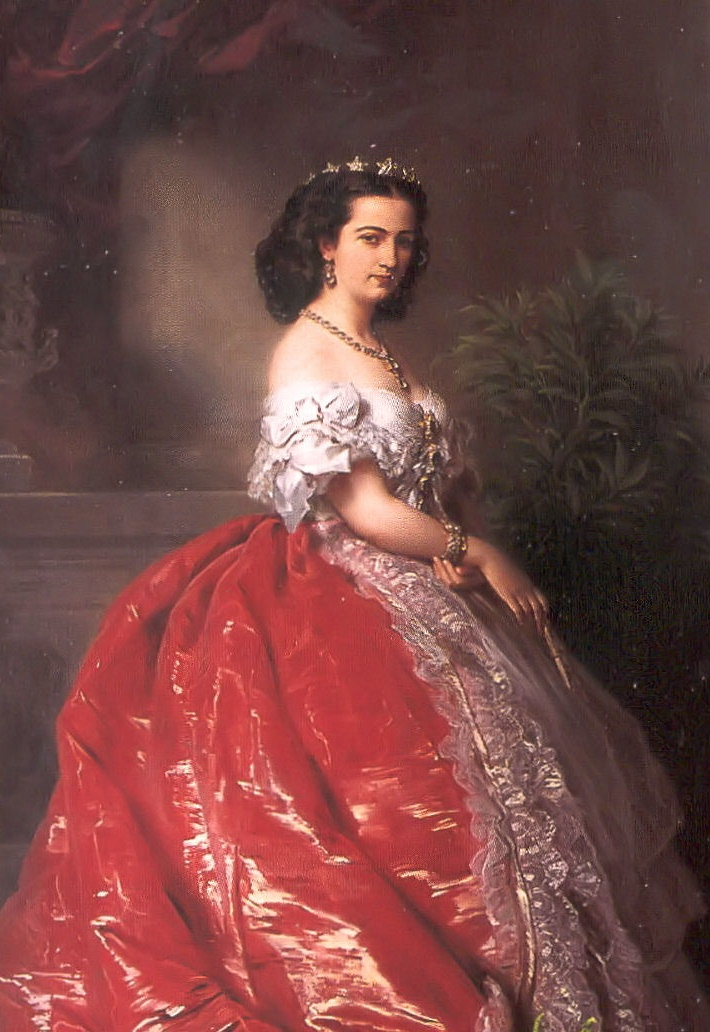
拿破仑的堂姊玛蒂尔德，由温德尔哈尔特所绘

拿破仑三世一直都是一名花花公子，他这样描述自己的行为：“主动出击的通常是男人。我却不然，我一般都是防御那一方，而且经常投降。”他的情妇为数不少。拿破仑三世的社交秘书在他在位期间，经常安排他喜欢的女子与他幽会。他的风流事令他无法集中注意力來处理国务，也损害了他与妻子的关系，甚至损害了他在欧洲其他王室当中的形象。曾与拿破仑三世传出绯闻的女子有：
- 玛蒂尔德
- 希斯[52]
- 韦尔若[53]
- 菲利克斯
- 霍华德
- 瓦莱夫斯卡
- 包法利[54]
- 梅西·阿让托
- 奥尔多尼

欧仁妮在亲友的建议下，在婚前限制了拿破仑三世。他婚后不久，就再度拈花惹草。
拿破仑三世四十多岁的时候，就开始出现各种疾病，包括腎病、膀胱结石、慢性膀胱病、前列腺炎、关节炎、痛风和肥胖。

### 轶事
- 拿破仑三世据说是一个烟瘾很大的人，每天至少要抽掉50根菸（不包括雪茄在内）。在之后的第三共和国时期，民间给他取了第二个绰号「香烟男」[55]。

## 影响
改造巴黎，是拿破仑三世对后世的其中一个重要影响。这一计划的其中一个目的，就是避免未来可能出现的叛军，利用巴黎狭小、古旧的街道，设置路障，挑战政府，但这不是他改造巴黎的主要原因。他提出这一计划，是为了现代化巴黎。拿破仑三世希望能通过以下措施，提升巴黎的卫生状况和生活品質：建造一个现代化的污水处理系统，改善卫生；设计出一种新的住宅，以容纳更多居民；在全市兴建公园。他在全市兴建了三个大型公园：布洛涅、文森、肖蒙山，以免基层市民在星期日，只能去酒馆渡日。拿破仑三世拆除了大量建筑，并且以宽敞的大道，代替蜿蜒的小巷。这个由奥斯曼男爵主持的计划，最终使巴黎成为了一个由林荫大道和绿地公园组成的城市。
梅里美、杜克在拿破仑三世的支持之下，修复了众多在大革命期间遭到破坏的著名中古建筑。当中包括：巴黎聖母院、聖彌額爾山、卡尔卡松、韦兹莱隐修院和罗克塔亚德城堡。
共和时期的法国人，大多只会记得拿破仑三世在位期间的独裁作风，不会像今天的学者一样，记得他在位期间，法国经济的快速增长。他流亡英国时，对当地的工业革命印象深刻，所以当政后，专注于发展国家经济。拿破仑三世被认为是法国第一个将经济放在头位的管治者。
拿破仑三世热衷于“改变世界政治地图”，会为达到目标铤而走险。他奉行的军事冒险主义，不但给予了欧洲协调致命一击，也促進了法國軍事武器改良。法国陸軍在1853年设计的一款革命性野戰火炮，别名就是皇帝之炮。并创立法国国立军校——圣西尔军校，为日后擴张法籣西殖民帝国于世界开疆辟土建立贡献，比如中南半岛和西非均成為法國的殖民地，且也创立今仍世界闻名的法军外籍兵团，驻防于世界各地近十军营，為維持法國的全球影響力奠定基礎。
拿破仑三世的名声远不如他的伯父拿破仑一世那样高。雨果将他描绘为一个碌碌无为的平庸之辈 - “渺小的拿破仑”，和他的伯父 - 军事、政治的天才“伟大的拿破仑”形成对比。马克思也在路易·波拿巴的雾月十八日当中讽刺拿破仑：“黑格尔在某个地方说过，一切伟大的世界历史事变和人物，可以说都出现两次。他忘记补充一点：第一次是作为悲剧出现，第二次是作为笑剧出现。”拿破仑三世经常被认为是一个专制独裁，却没有能力的领袖，在海外进行军事冒险，最终为法国带来灾难。
历史学家强调，他关注基层人民。拿破仑三世的著作“消灭贫穷”在1848年的大选中，为他赢得了工人的支持。他在位期间，致力于改善基层的工作环境，为此，他违反了正统的自由放任，运用国家资源和影响力来达到目的。除此之外，拿破仑还在1864年，不顾大商企的反对，赋予工人罢工权。马克思主义社会学家瑟伯恩认为，拿破仑三世是“第一个现代的布尔乔亚管治者”，将广受支持的运动和中央集权的布尔乔亚管治结合为一体。瑟伯恩还认为，这种管治模式，一旦遇到外部危机就会僵化，最终瓦解。

## 著作
他一生当中，曾写下多部著作，包括拿破仑思想和一部有关恺撒的书籍，他在书中用恺撒比喻自己和伯父拿破仑一世。除此之外，他还写过一系列文章，包括有关炮兵的军事文章，有关电磁学的科学文章，有关苏格兰国王斯图亚特的历史文章和讨论建造尼加拉瓜运河的可行性的学术文章。

## 祖先
| \| \| \| \| \| \| \| \| \| \| \| \| \| \| \| \| \| \| \| \| 曾祖父：朱塞佩·馬利亞·波拿巴（英语：Giuseppe Maria Buonaparte） \| \| \| \| \| \| \| \| \| \| \| \| \| \| \| \| \| \| \| \| \| \| \| \| \| \| \| \| \| \| \| \| \| \| \| \| \| \| \| \| \| \| \| \| \| \| \| \| \| \| \| \| \| \| 祖父：卡洛·波拿巴 \| \| \| \| \| \| \| \| \| \| \| \| \| \| \| \| \| \| \| \| \| \| \| \| \| \| \| \| \| \| \| \| \| \| \| \| \| \| \| \| \| \| \| \| \| \| \| \| \| \| \| \| \| \| 曾祖母：瑪麗亞·薩維利亞·帕拉維希尼 \| \| \| \| \| \| \| \| \| \| \| \| \| \| \| \| \| \| \| \| \| \| \| \| \| \| \| \| \| \| \| \| \| \| \| \| \| \| \| \| \| \| \| \| \| \| \| \| \| \| \| \| \| \| 父：荷蘭國王洛德韋克一世 \| \| \| \| \| \| \| \| \| \| \| \| \| \| \| \| \| \| \| \| \| \| \| \| \| \| \| \| \| \| \| \| \| \| \| \| \| \| \| \| \| \| \| \| \| \| \| \| \| \| \| \| \| \| 外曾祖父：喬凡尼·傑洛尼莫·拉莫利諾 \| \| \| \| \| \| \| \| \| \| \| \| \| \| \| \| \| \| \| \| \| \| \| \| \| \| \| \| \| \| \| \| \| \| \| \| \| \| \| \| \| \| \| \| \| \| \| \| \| \| \| \| \| \| 祖母：萊蒂西亞·拉莫利諾 \| \| \| \| \| \| \| \| \| \| \| \| \| \| \| \| \| \| \| \| \| \| \| \| \| \| \| \| \| \| \| \| \| \| \| \| \| \| \| \| \| \| \| \| \| \| \| \| \| \| \| \| \| \| 外曾祖母：安潔拉·瑪麗亞·皮特拉桑塔 \| \| \| \| \| \| \| \| \| \| \| \| \| \| \| \| \| \| \| \| \| \| \| \| \| \| \| \| \| \| \| \| \| \| \| \| \| \| \| \| \| \| \| \| \| \| \| \| \| \| \| \| \| \| 法國人的皇帝拿破崙三世 \| \| \| \| \| \| \| \| \| \| \| \| \| \| \| \| \| \| \| \| \| \| \| \| \| \| \| \| \| \| \| \| \| \| \| \| \| \| \| \| \| \| \| \| \| \| \| \| \| \| \| \| \| \| 外曾祖父：法蘭索瓦·德·博阿爾內（英语：François V de Beauharnais） \| \| \| \| \| \| \| \| \| \| \| \| \| \| \| \| \| \| \| \| \| \| \| \| \| \| \| \| \| \| \| \| \| \| \| \| \| \| \| \| \| \| \| \| \| \| \| \| \| \| \| \| \| \| 外祖父：亞歷山大·德·博阿爾內 \| \| \| \| \| \| \| \| \| \| \| \| \| \| \| \| \| \| \| \| \| \| \| \| \| \| \| \| \| \| \| \| \| \| \| \| \| \| \| \| \| \| \| \| \| \| \| \| \| \| \| \| \| \| 外曾祖母：亨莉埃特·皮瓦特·德·夏希圖雷 \| \| \| \| \| \| \| \| \| \| \| \| \| \| \| \| \| \| \| \| \| \| \| \| \| \| \| \| \| \| \| \| \| \| \| \| \| \| \| \| \| \| \| \| \| \| \| \| \| \| \| \| \| \| 母：荷蘭王后奧坦絲 \| \| \| \| \| \| \| \| \| \| \| \| \| \| \| \| \| \| \| \| \| \| \| \| \| \| \| \| \| \| \| \| \| \| \| \| \| \| \| \| \| \| \| \| \| \| \| \| \| \| \| \| \| \| 外曾祖父：約瑟夫-加斯帕·德·塔契 \| \| \| \| \| \| \| \| \| \| \| \| \| \| \| \| \| \| \| \| \| \| \| \| \| \| \| \| \| \| \| \| \| \| \| \| \| \| \| \| \| \| \| \| \| \| \| \| \| \| \| \| \| \| 外祖母：約瑟芬·德·博阿爾內 \| \| \| \| \| \| \| \| \| \| \| \| \| \| \| \| \| \| \| \| \| \| \| \| \| \| \| \| \| \| \| \| \| \| \| \| \| \| \| \| \| \| \| \| \| \| \| \| \| \| \| \| \| \| 外曾祖母：羅絲-克萊爾·德·維爾熱·德·薩努瓦 \| \| \| \| \| \| \| \| \| \| \| \| \| \| \| \| \| \| \| \| \| \| \| \| \| \| \| \| \| \| \| \| \| \| \| \| \| \| \| \| \| \| \| \| \| \| \| \| \| \| \| \| |                                           |  |  |  |  |  |  |  |  |  |  |  |  |  |  |  |
| |                                           |  |  |  |  |  |  |  |  |  |  |  |  |  |  |  |
| | 曾祖父：朱塞佩·馬利亞·波拿巴              |  |  |  |  |  |  |  |  |  |  |  |  |  |  |  |
| |                                           |  |  |  |  |  |  |  |  |  |  |  |  |  |  |  |
| |                                           |  |  |  |  |  |  |  |  |  |  |  |  |  |  |  |
| | 祖父：卡洛·波拿巴                         |  |  |  |  |  |  |  |  |  |  |  |  |  |  |  |
| |                                           |  |  |  |  |  |  |  |  |  |  |  |  |  |  |  |
| |                                           |  |  |  |  |  |  |  |  |  |  |  |  |  |  |  |
| | 曾祖母：瑪麗亞·薩維利亞·帕拉維希尼        |  |  |  |  |  |  |  |  |  |  |  |  |  |  |  |
| |                                           |  |  |  |  |  |  |  |  |  |  |  |  |  |  |  |
| |                                           |  |  |  |  |  |  |  |  |  |  |  |  |  |  |  |
| | 父：荷蘭國王洛德韋克一世                  |  |  |  |  |  |  |  |  |  |  |  |  |  |  |  |
| |                                           |  |  |  |  |  |  |  |  |  |  |  |  |  |  |  |
| |                                           |  |  |  |  |  |  |  |  |  |  |  |  |  |  |  |
| | 外曾祖父：喬凡尼·傑洛尼莫·拉莫利諾        |  |  |  |  |  |  |  |  |  |  |  |  |  |  |  |
| |                                           |  |  |  |  |  |  |  |  |  |  |  |  |  |  |  |
| |                                           |  |  |  |  |  |  |  |  |  |  |  |  |  |  |  |
| | 祖母：萊蒂西亞·拉莫利諾                   |  |  |  |  |  |  |  |  |  |  |  |  |  |  |  |
| |                                           |  |  |  |  |  |  |  |  |  |  |  |  |  |  |  |
| |                                           |  |  |  |  |  |  |  |  |  |  |  |  |  |  |  |
| | 外曾祖母：安潔拉·瑪麗亞·皮特拉桑塔        |  |  |  |  |  |  |  |  |  |  |  |  |  |  |  |
| |                                           |  |  |  |  |  |  |  |  |  |  |  |  |  |  |  |
| |                                           |  |  |  |  |  |  |  |  |  |  |  |  |  |  |  |
| | 法國人的皇帝拿破崙三世                    |  |  |  |  |  |  |  |  |  |  |  |  |  |  |  |
| |                                           |  |  |  |  |  |  |  |  |  |  |  |  |  |  |  |
| |                                           |  |  |  |  |  |  |  |  |  |  |  |  |  |  |  |
| | 外曾祖父：法蘭索瓦·德·博阿爾內            |  |  |  |  |  |  |  |  |  |  |  |  |  |  |  |
| |                                           |  |  |  |  |  |  |  |  |  |  |  |  |  |  |  |
| |                                           |  |  |  |  |  |  |  |  |  |  |  |  |  |  |  |
| | 外祖父：亞歷山大·德·博阿爾內              |  |  |  |  |  |  |  |  |  |  |  |  |  |  |  |
| |                                           |  |  |  |  |  |  |  |  |  |  |  |  |  |  |  |
| |                                           |  |  |  |  |  |  |  |  |  |  |  |  |  |  |  |
| | 外曾祖母：亨莉埃特·皮瓦特·德·夏希圖雷     |  |  |  |  |  |  |  |  |  |  |  |  |  |  |  |
| |                                           |  |  |  |  |  |  |  |  |  |  |  |  |  |  |  |
| |                                           |  |  |  |  |  |  |  |  |  |  |  |  |  |  |  |
| | 母：荷蘭王后奧坦絲                        |  |  |  |  |  |  |  |  |  |  |  |  |  |  |  |
| |                                           |  |  |  |  |  |  |  |  |  |  |  |  |  |  |  |
| |                                           |  |  |  |  |  |  |  |  |  |  |  |  |  |  |  |
| | 外曾祖父：約瑟夫-加斯帕·德·塔契           |  |  |  |  |  |  |  |  |  |  |  |  |  |  |  |
| |                                           |  |  |  |  |  |  |  |  |  |  |  |  |  |  |  |
| |                                           |  |  |  |  |  |  |  |  |  |  |  |  |  |  |  |
| | 外祖母：約瑟芬·德·博阿爾內                |  |  |  |  |  |  |  |  |  |  |  |  |  |  |  |
| |                                           |  |  |  |  |  |  |  |  |  |  |  |  |  |  |  |
| |                                           |  |  |  |  |  |  |  |  |  |  |  |  |  |  |  |
| | 外曾祖母：羅絲-克萊爾·德·維爾熱·德·薩努瓦 |  |  |  |  |  |  |  |  |  |  |  |  |  |  |  |
| |                                           |  |  |  |  |  |  |  |  |  |  |  |  |  |  |  |
| |                                           |  |  |  |  |  |  |  |  |  |  |  |  |  |  |  |